# كاترين كلويبر
كاترين كلويبر (بالمجرية: Klujber Katrin)‏ (من مواليد 21 أبريل 1999)  هي لاعبة كرة يد مجرية.
شاركت لأول مرة كلاعبة دولية في 24 مارس 2019 ضد منتخب اليابان لكرة اليد للسيدات .

## الإنجازات
الفريق الوطني
- بطولة العالم لكرة اليد للسيدات ناشئين :
  - الفائز : 2018
- بطولة الشباب الأوروبية :
  - الميدالية البرونزية : 2015

مسابقة أوروبية
- كأس أوروبا لكرة اليد للسيدات :
  - الفائز: 2016

## الجوائز والتقدير
- أفضل لاعب شاب في كرة اليد في المجر: 2016
- الجناح الأيمن الأول من بطولة EHF الأوروبية للشباب : 2017 [2]
- EHF - لاعبة شهر من شهر فبراير : 2019

## روابط خارجية
- كاترين كلويبر على موقع الاتحاد الأوروبي لكرة اليد (الإنجليزية)
- كاترين كلويبر على موقع اللجنة الأولمبية الدولية (الإنجليزية)
- كاترين كلويبر على موقع أوليمبيديا (الإنجليزية)